# Republikken Burjatia
Republikken Burjatia (russisk: Респу́блика Буря́тия, tr. Respublika Burjatija; burjatisk: Буряад Улас, tr. Buryaad Ulas) er en af 21 autonome republikker i Den Russiske Føderation. Republikken har et areal på 351.334 km² og 971.139 (2025) indbyggere. Hovedstaden i republikken er Ulan-Ude, der med sine 439.128 (2020) indbyggere, er republikkens største by. Andre større byer i republikken er Severobajkalsk (russisk: Северобайкальск) med 24.340 (2024) indbyggere og Gusinoozjorsk (russisk: Гусиноозёрск), der har 24.310 (2024) indbyggere.

## Historie
Monumenter fra Hellegravkulturen findes i det nordlige, centrale og vestlige Mongoliet, Indre Mongoliet, nordøstlige Kina og området syd og øst for Bajkalsøen - i sidst nævnte område ligger Burjatia. Indbyggerne i dette kulturområde var mongolere. Xiongnuriget (209 f.Kr.-93 e.Kr.) havde senere herredømmet over Burjatias område - hvem xiongnuene var, er omdiskuteret blandt forskerne.  
Merkitmongolerne beboede floddalene ved Selenge og Orkhon (nedre del). De blev efter alt at dømme absorberede af andre mongolske stammer (oiratere, burjatere) og andre, som flygtede til kiptjakkerne, blev indblandede med dem. Efter Yuan-dynastiets fald blev de en klan af et banner i Nordlige Yuan. Merkiterne var den dominerende gruppe i det senere Burjatia.
Fra 800-tallet og frem til 1200-tallet levede  Khori-Tümed-mongolerne vest for Bajkalsøen. I 1200-tallet fandtes de syd for det moderne Irkutsk og sydøst i det moderne Burjatia. I 1207 besluttede Djengis Khan, som havde lagt Khori-Tumed-folket under sig, at flytte en del af disse grupper syd over, og de slog sig efterhånden ned i Indre Mongoliet.
Bayadmongolerne boede vest for Selenge, og de forflyttede sig sydvestover i 1600-tallet. 
Bargamongolerne deltes i de samme 11 klaner, som også Khori-Burjatene var inddelt i, og de var de hovedsagelige beboere af Bargujin Töhöm (det moderne nordlige Burjatia). De dukketde først op i Burjatia under navnet Bairgu i 500-600-tallet. Størstedelen af Khori-Bargaerne flyttede til området mellem floden Ergune og de Store Khinganbjergene, hvor de blev undersåtter under daurerne og solonerne (evenkerne). En stor gruppe barga-khorier flygtede tilbage øst over til Onon-floden i 1594. Da Qing-dynastiet angreb kosakkerne ved floderne Ergune og Sjilka i årene 1685-89, blev barga-mongolerne øst for Ergune deporterede til Indre Mongoliet. 

### Russisk kolonisation
Den russiske kolonisation indledtes i 1600-tallet, da russiske guldgravere og pelsjægere søgte til området. Burjatien blev russisk ved Nertjinsktraktaten i 1689 og Kiachta-traktaten 1727, da territoriet på begge sider af Bajkalsøen udskiltes af Qing-dynastiet.

### Burjatisk-mongolske ASSR
I 1923 dannedes den Burjatisk-mongolske autonome socialistiske sovjetrepublik (burjatisk: Буряадай Автономито Совет Социалис Республика, russisk: Бурятская Автономная Советская Социалистическая Республика) som et resultat af sammenlægningen af "Den burjatisk-mongolske stat" og "Mongol-burjatiske oblast". I 1937 blev Aga Burjatien og Ust-Orda Burjatien løsrevet fra Burjatisk-mongolske ASSR og fusioneret med Tjita og Irkutsk oblast. I 1958 blev "mongolske" fjernet fra republikkens navn. 
Den Burjatiske ASSR erklærede sig uafhængigt i 1990 og tog navnet Republikken Bujatia i 1992, men forblev en republik i Den Russiske Føderation.

## Geografi
Republikken Burjatia ligger midt i den sydlige del af Sibirien, ved østkysten af Bajkalsøen og grænser op til Irkutsk oblast i nord, Zabajkalskij kraj i øst, Mongoliet i syd og Republikken Tyva i vest.
Højeste punkt i Burjatia er bjerget Munku-Sardyk på 3.491 m.o.h. 
I republikken ligger søen Gusinoje. De største floder er: 
| - Barguzin - Irkut - Kitoj - Oka | - Selenga - Uda - Øvre Angara - Vitim |

## Demografi
De absolut største befolkningsgrupper i Republikken Burjatia er russere (630.783; 66,1%) og burjatere (286.839; 30,0%).
| Demografisk sammensætning af Republikken Burjatia. | Demografisk sammensætning af Republikken Burjatia. | Demografisk sammensætning af Republikken Burjatia. | Demografisk sammensætning af Republikken Burjatia. | Demografisk sammensætning af Republikken Burjatia. | Demografisk sammensætning af Republikken Burjatia. | Demografisk sammensætning af Republikken Burjatia. | Demografisk sammensætning af Republikken Burjatia. | Demografisk sammensætning af Republikken Burjatia. | Demografisk sammensætning af Republikken Burjatia. | Demografisk sammensætning af Republikken Burjatia. | Demografisk sammensætning af Republikken Burjatia. | Demografisk sammensætning af Republikken Burjatia. | Demografisk sammensætning af Republikken Burjatia. | Demografisk sammensætning af Republikken Burjatia. | Demografisk sammensætning af Republikken Burjatia. | Demografisk sammensætning af Republikken Burjatia. |
| Befolkningsgruppe | FT 1926 3                                          | FT 1926 3                                          | FT 1939                                            | FT 1939                                            | FT 1959                                            | FT 1959                                            | FT 1970                                            | FT 1970                                            | FT 1979                                            | FT 1979                                            | FT 1989                                            | FT 1989                                            | FT 2002                                            | FT 2002                                            | FT 2010 4                                          | FT 2010 4                                          |
| Befolkningsgruppe | Antal                                              | %                                                  | Antal                                              | %                                                  | Antal                                              | %                                                  | Antal                                              | %                                                  | Antal                                              | %                                                  | Antal                                              | %                                                  | Antal                                              | %                                                  | Antal                                              | %                                                  |
| --- | -------------------------------------------------- | -------------------------------------------------- | -------------------------------------------------- | -------------------------------------------------- | -------------------------------------------------- | -------------------------------------------------- | -------------------------------------------------- | -------------------------------------------------- | -------------------------------------------------- | -------------------------------------------------- | -------------------------------------------------- | -------------------------------------------------- | -------------------------------------------------- | -------------------------------------------------- | -------------------------------------------------- | -------------------------------------------------- |
| Burjatere1 | 214.957                                            | 43,8 %                                             | 116.382                                            | 21,3 %                                             | 135.798                                            | 20,2 %                                             | 178.660                                            | 22,0 %                                             | 206.860                                            | 23,0 %                                             | 249.525                                            | 24,0 %                                             | 272.910                                            | 27,8 %                                             | 286.839                                            | 30,0 %                                             |
| Russere | 258.796                                            | 52,7 %                                             | 393.057                                            | 72,0 %                                             | 502.568                                            | 74,6 %                                             | 596.960                                            | 73,5 %                                             | 647.785                                            | 72,0 %                                             | 726.165                                            | 69,9 %                                             | 665.512                                            | 67,8 %                                             | 630.783                                            | 66,1 %                                             |
| Tatarer | 3.092                                              | 0,6 %                                              | 3.840                                              | 0,7 %                                              | 8.058                                              | 1,2 %                                              | 9.991                                              | 1,2 %                                              | 10.290                                             | 1,1 %                                              | 10.496                                             | 1,0 %                                              | 8.189                                              | 0,8 %                                              | 6.813                                              | 0,7 %                                              |
| Ukrainere | 1.982                                              | 0,4 %                                              | 13.392                                             | 2,5 %                                              | 10.183                                             | 1,5 %                                              | 10.769                                             | 1,3 %                                              | 15.290                                             | 1,7 %                                              | 22.868                                             | 2,2 %                                              | 9.585                                              | 1,0 %                                              | 5.654                                              | 0,6 %                                              |
| Sojotere2 | 161                                                | 0,0 %                                              | mangler                                            | ?,?%                                               | mangler                                            | ?,?%                                               | mangler                                            | ?,?%                                               | mangler                                            | ?,?%                                               | mangler                                            | ?,?%                                               | 2.739                                              | 0,3 %                                              | 3.579                                              | 0,4 %                                              |
| Evenkere | 2.791                                              | 0,6 %                                              | 1.818                                              | 0,3 %                                              | 1.335                                              | 0,2 %                                              | 1.685                                              | 0,2 %                                              | 1.543                                              | 0,2 %                                              | 1.679                                              | 0,2 %                                              | 2.334                                              | 0,2 %                                              | 2.974                                              | 0,3 %                                              |
| Tyskere | 164                                                | 0,0 %                                              | 420                                                | 0,1 %                                              | 2.032                                              | 0,3 %                                              | 1.540                                              | 0,2 %                                              | 1.648                                              | 0,2 %                                              | 2.126                                              | 0,2 %                                              | 1.548                                              | 0,2 %                                              | 1.016                                              | 0,1 %                                              |
| Andre | 9.276                                              | 1,9 %                                              | 16.857                                             | 3,1 %                                              | 13.352                                             | 2,0 %                                              | 12.646                                             | 1,6 %                                              | 15.982                                             | 1,8 %                                              | 25.393                                             | 2,4 %                                              | 18.421                                             | 1,9 %                                              | 17.344                                             | 1,8 %                                              |
| Indbyggere | 491.236                                            | 100 %                                              | 545.766                                            | 100 %                                              | 673.326                                            | 100 %                                              | 812.251                                            | 100 %                                              | 899.398                                            | 100 %                                              | 1.038.252                                          | 100 %                                              | 981.238                                            | 100 %                                              | 972.021                                            | 100 %                                              |
| 1 1939-1989 medregnet sojotere 2 1939-1989 henregnet under burjatere 3 1926 var Burjatien større: med til området hørte arealer, der nu hører under Transbaikalien og Irkutsk Oblast. 4 17.019 personer kunne ikke henføres til nogen bestemt befolkningsgruppe. Disse personer formodes at have fordelt sig proportionalt på de registrerede befolkningsgrupper. |                                                    |                                                    |                                                    |                                                    |                                                    |                                                    |                                                    |                                                    |                                                    |                                                    |                                                    |                                                    |                                                    |                                                    |                                                    |                                                    |